# Bimota DB8
La DB8 est un modèle de motocyclette du constructeur italien Bimota.
La DB8 est présentée le 15 janvier 2010, à l'ouverture du salon de la moto de Vérone.
Même si elle reprend l'esthétique globale de la DB7, elle offre en plus un moteur issu de la Ducati 1198. La puissance passe à 168 ch à 9 750 tr/min, pour un couple de 13,4 mkg à 8 000 tr/min.
La partie cycle est modifiée. La selle autoporteuse est remplacée par une boucle arrière en aluminium et permet d'ajouter une place pour un éventuel passager. Le principe de cadre treillis tubulaire à tubes de section ovale en acier au chrome molybdène, ancrés sur des platines est repris.
La fourche inversée provient du catalogue Marzocchi et l'amortisseur est un Extreme Tech. Tous deux sont ajustable en précharge, détente et compression.
Le freinage est assuré par Brembo, grâce à deux disques de 320 mm de diamètre à l'avant, mordus par des étriers quatre pistons, et un simple disque de 220 mm de diamètre à l'arrière, pincé par un étrier double piston.
Le carénage n'est plus en fibre de carbone, mais en plastique. Le silencieux est en acier inoxydable signé Zard.
Les jantes en aluminium forgé sont reprises de la DB7. Néanmoins, les pneus Continental Race Attack sont remplacés par des Dunlop Sportmax GP Racer, moins chers.
La DB8 est présentée en blanc, à un prix de 23 390 €. Il a été produit 33 exemplaires.

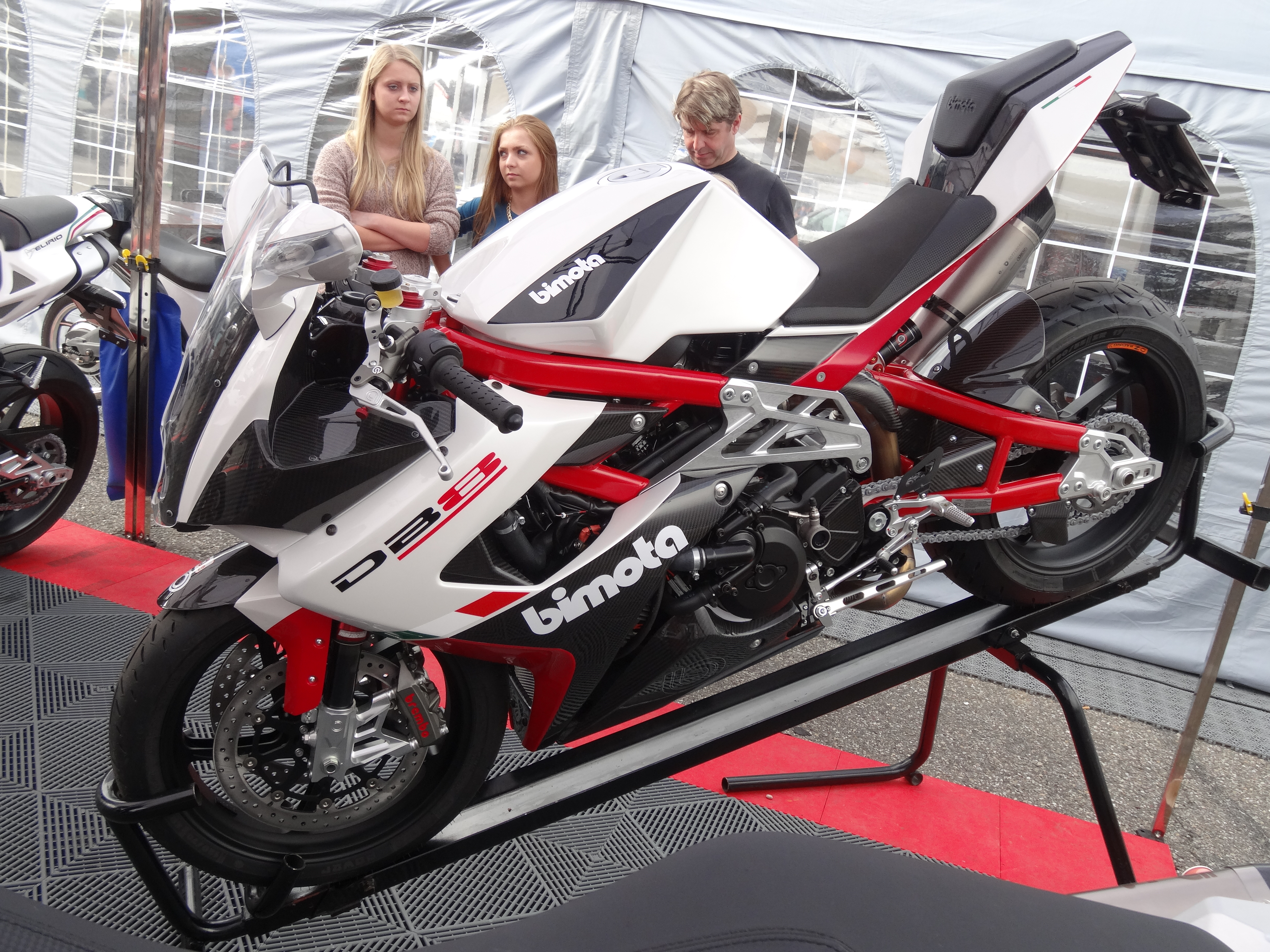
DB8 Italia

En 2011, Bimota propose, en remplacement de la DB7, la DB8 SP. Stricte monoplace, elle gagne des étriers de frein avant monobloc, toujours fournis par Brembo. Elle reprend les coloris blanc et rouge de la DB7 en 2011, puis une peinture appelée Italia, mélange de blanc, noir et rouge, en 2012. Il sortira 70 exemplaires.
En 2013, à l'instar de la DB7, la DB8 adopte le cadre et le bras oscillant en fibre de carbone. Le poids à sec annoncé descend à 159 kg. 10 exemplaires sont commercialisés.